# Ben Houchen
Ben Houchen, baron Houchen de High Leven, né le 9 décembre 1986 à Stockton-on-Tees, est un homme politique du conservateur britannique qui est maire de la vallée de la Tees depuis mai 2017.

## Jeunesse et formation
Né à Stockton-on-Tees, Houchen grandit à Ingleby Barwick. Il fréquente la Conyers' School à Yarm avant d'étudier le droit à l'université de Northumbria à Newcastle upon Tyne. Il est le neveu de Keith Houchen, un ancien joueur de football du Coventry City FC.

## Carrière politique
Houchen est membre du conseil d'arrondissement de Stockton-on-Tees, représentant le quartier de Yarm, entre 2011 et 2017. En 2012, il se présente comme candidat conservateur à l'élection partielle de Middlesbrough, terminant quatrième sur huit candidats avec 1 063 voix (6,3 %), seulement trois voix devant le Parti de la paix. Lors des élections au Parlement européen de 2014, Houchen est le candidat conservateur de la région du Nord-Est.
En décembre 2016, Houchen est sélectionné comme candidat du Parti conservateur pour la première élection du maire de la vallée de la Tees et est élu le 4 mai 2017 avec 51,2 % des voix face à la candidate travailliste Sue Jeffrey. Il est réélu le 6 mai 2021 avec 72,8 % des voix et de nouveau le 2 mai 2024 en obtenant 53,6 % des voix.
Houchen est nommé pour une pairie à vie dans les honneurs de démission de Boris Johnson en juin 2023. Le 12 juillet 2023, il est créé baron Houchen de High Leven, d'Ingleby Barwick dans l'arrondissement de Stockton-on-Tees, et est présenté à la Chambre des lords le 24 juillet. Il siège aux Lords pour le Parti conservateur.